# Guglielmo di Weimar-Orlamünde
Guglielmo di Ballenstedt (Worms, 1112 – Cochem, 13 febbraio 1140) della stirpe degli Ascanidi, fu conte di Weimar-Orlamünde dal 1124 e conte palatino del Reno dal 1126/1129.

## Biografia
Guglielmo era il figlio minore del conte palatino del Reno e conte di Weimar-Orlamünde, Sigfrido I († 1113) e di Gertrude di Northeim († 1154), figlia del margravio Enrico di Frisia, conte in Rittigau e Eichsfeld. Sigfrido I, a sua volta, ereditò l'eredità del suo patrigno e padre adottivo, il conte palatino Enrico II di Laach († 1095), e costruì il castello di Cochem sulla Mosella. Nel 1113 morì combattendo contro l'imperatore Enrico V quando, dopo la morte di un cugino, volle impossessarsi dell'eredità di Weimar.
L'imperatore non riconobbe le pretese ereditarie renane di Sigfrido II (1107-1124), fratello maggiore di Guglielmo, e nominò invece il suo fedele Goffredo di Calw come conte palatino del Reno. Intorno al 1115, la madre di Guglielmo sposò Ottone I di Salm-Rheineck, che presumibilmente regnò per conto del minorenne Sigfrido II. Sigfrido II morì nel 1124 e Guglielmo, che era anch'egli ancora minorenne, gli successe come conte di Weimar-Orlamünde, presumibilmente nuovamente sotto la reggenza di Ottone.
Quando lo zio di Guglielmo, il duca sassone Lotario di Supplimburgo (un cognato di sua madre), fu eletto re romano-tedesco come Lotario III nel 1126, fece pressione su Goffredo di Calw per nominare Guglielmo come conte palatino del Reno. Guglielmo fu poi nominato conte palatino, ma rimase sotto la reggenza di Goffredo fino alla fine della sua minorità (1129); inoltre anche il patrigno di Guglielmo, Ottone, ricevette il titolo di conte palatino.
Nella controversia tedesca per il trono, Guglielmo si schierò dalla parte dei Welfen.
Quando Guglielmo morì, suo cugino Alberto l'Orso gli successe nella contea di Weimar-Orlamünde. Nella contea del palatinato del Reno, il suo patrigno Ottone fu deposto dal re Hohenstaufen Corrado III, che prima infeudò il proprio fratellastro Enrico II Jasomirgott d'Austria e l'anno seguente suo cognato Ermanno di Stahleck con la contea del Palatinato.

## Famiglia e figli
Guglielmo sposò una certa Adelaide, ma il matrimonio rimase senza discendenza.

## Possedimenti

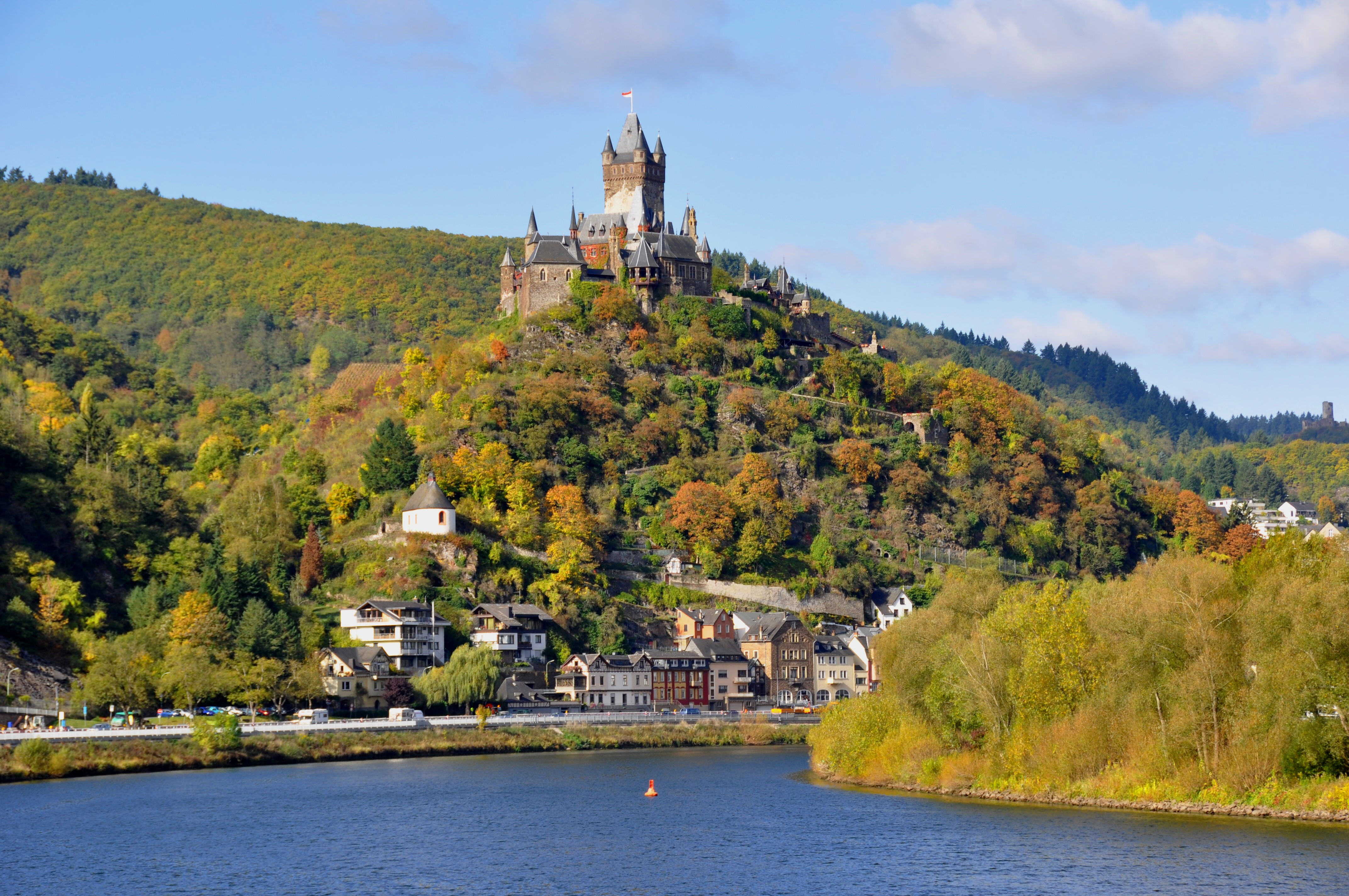
Castello di Cochem sulla Mosella.

Il 17 marzo 1130, lui e sua moglie Adelaide concessero al monastero di San Mattia a Treviri l'esenzione completa dai dazi sulla Mosella di fronte al castello di Cochem, che fu anche concessa ai canonici agostiniani dell'abbazia di Springiersbach nel 1136. Inoltre, nel 1136 Guglielmo donò un distretto nel vicino Kondelwald all'abbazia di Springiersbach e liberò tre tenute precedentemente trasferite dal baliato. Prima della sua morte, decretò che Springiersbach dovesse essere la sua ultima dimora e le lasciò in eredità tutti i suoi beni. Questi includevano fattorie a Pünderich e Alflen nonché il Sommethof sul Klottener Berg, così come proprietà, alcune con case coloniche, a Briedel, Kaimt, Spei bei Merl, Alf, Sankt Aldegund, Bremm, Nehren, Klotten e Wirfus, per cui le proprietà del Palatinato erano concentrate nei distretti fiscali di Kröv e Klotten.